# Motumorirau Island
Motuomorirau Island, auch Pauls Island genannt, ist eine kleine Insel im Hauraki Gulf, im Norden der Nordinsel von Neuseeland.

## Geographie
Motuomorirau Island befindet sich an der Westküste der Coromandel Peninsula, rund 7,5 km westnordwestlich von Coromandel. Zum Festland hin trennt die Insel der Hautapu Channel und der Okahu Point ist rund 2,3 km in Nordost-Richtung entfernt. Die Insel besitzt eine Länge von rund 190 m in Nordnordwest-Südsüdost-Richtung und eine maximale Breite von rund 75 m in Westsüdwest-Ostnordost-Richtung. Sie kommt dabei auf eine Gesamtfläche von 0,63 Hektar. Die Höhe ist nicht bekannt, liegt aber vermutlich unterhalb von 20 m.
Die nächstliegende Nachbarinsel Motuoruhi Island befindet sich rund 400 m in westlicher Richtung. Nach Süden hin schließt sich nach rund 1030 m die ebenfalls längliche Insel Motukopake Island an.